# 김용배 (1921년)
김용배(金龍培, 1921년 4월 17일 ~ 1951년 7월 2일)는 대한민국의 군인이다.

## 생애
1921년 4월 17일 경상북도 문경시 호서남면 흥덕리에서 태어났다. 문경 보통학교(문경 초등학교)를 마치고 일본 야마구치현 농업학교에 유학 갔다가 가정형편 때문에 도중에 귀국하였다. 1938년 12월 일본군 지원병으로 입대하여 함경북도 나남에서 3년 6개월 동안 복무하고 귀향하였다. 1945년 6월 관동군에 재소집되어 복무하다 해방을 맞이하였다.
1948년 국방경비사관학교(5기)를 졸업하고 소위로 임관했다. 6·25 전쟁 초기 1950년 6사단 7연대 1대대장(소령)으로 춘천 지내리 전투에 참가했고, 국군의 북진 당시에 압록강 초산에 가장 먼저 진출하여 점령하는 전공을 세웠다.
1951년 7월 2일 7사단 5연대장(대령)으로 강원도 양구군 군량리 지구에서 중공군 5군단과 교전 중 전사하였다.
사후에 준장으로 1계급 특진했으며, 태극무공훈장이 추서되었다.
1972년 국립서울현충원 장군묘역에 안장되었다.

## 참고 자료
- 전쟁기념관 김용배(金龍培)[깨진 링크(과거 내용 찾기)]
- 한국역대인물종합정보시스템